# Demonax
Demonax (altgriechisch Δημώναξ Dēmṓnax) war ein antiker griechischer Philosoph der kynischen Schule. Er stammte aus Zypern und lebte im 2. Jahrhundert in Athen.
Demonax ist nur durch Lukians gleichnamige Schrift bekannt, die ihn idealisiert. Er scheint humorvoll aber nicht originell gewesen zu sein, da er viele Pointen von früheren Autoren übernahm. Nach Lukian ahmte Demonax Diogenes von Sinope in dessen Lebensführung nach. Er nahm sich im Alter von 100 Jahren das Leben.
Der Mondkrater Demonax wurde 1935 von der IAU nach dem antiken Philosophen benannt.